# AYA〜時間を紡いで〜
『AYA〜時間を紡いで〜』（あや-ときをつむいで）は、声優の久川綾の1枚目のオリジナルアルバム。

## 解説
声優として数々の作品に登場して人気を得ていた久川綾が初めてリリースしたフルアルバム。ただし声を担当したアニメなどとの直接的な関わり（主題歌/挿入歌など）は無い。久川綾は全曲を歌唱した他、作詞6曲、作曲1曲、ジャケットの歌詞の手書き文章、イラスト、及び日記形式のメイキングレポートを担当している。
リリースに関しては、最初は本人が自信が無かったため拒否していたが、制作会社の関係者と会ってその人たちから全面バックアップすることを約束されて実行に立った。
1曲目の『金木犀』は「ラララー♪」と歌って山本はるきちに譜面を起こしてもらって作ったといい、本人にとっては良い思い出であるという。

## 収録曲
1. 金木犀 (4:23)
  - 作詞・作曲：久川綾、編曲：山本はるきち
2. Voice in the Paradise (4:15)
  - 作詞：田島浩二、作曲：百石元、編曲：山本はるきち
3. 恋は風まかせ (4:43)
  - 作詞・作曲：田島浩二、編曲：山本はるきち
4. 僕の好きなひと (5:11)
  - 作詞：田島浩二、作曲・編曲：山本はるきち
5. おもいでのなか (3:19)
  - 作詞：田島浩二、作曲・編曲：山本はるきち
6. 月の夜に (4:46)
  - 作詞：久川綾、作曲：百石元、編曲：山本はるきち
7. Small Hand (4:28)
  - 作詞：久川綾、作曲・編曲：山本はるきち
8. Don't Worry and Believe My Love (4:48)
  - 作詞：久川綾、作曲・編曲：山本はるきち
9. Take it Easy (4:48)
  - 作詞：久川綾、作曲・編曲：山本はるきち
10. 時間(とき)を紡いで (8:56)
  - 作詞：久川綾、作曲・編曲：山本はるきち